# Peter Dixon
Peter Bishop Dixon AO (* 1946) ist ein australischer Wirtschaftswissenschaftler und Hochschullehrer.

## Werdegang, Forschung und Lehre
Dixon studierte Wirtschaftswissenschaften an der Monash University, die er 1967 als Bachelor verließ. Anschließend reüssierte er an der Harvard University, dort schloss er 1972 sein Ph.D.-Studium ab.
Zunächst arbeitete Dixon anschließend für den Internationalen Währungsfonds und die Reserve Bank of Australia. 1974 kehrte er an die Monash University zurück, wo er sich unter Alan Powell mit der allgemeinen Gleichgewichtstheorie auseinandersetzte. Dieser startete im folgenden Jahr das IMPACT-Projekt, bei dem verschiedene computergestützte Modelle zur Erforschung der Theorie eingesetzt wurden. 1978 folgte Dixon einem Ruf der La Trobe University, nach einer Gastprofessur in Harvard wechselte er 1984 an die University of Melbourne. Dort setzte er die Modellierungsarbeit des IMPACT-Projekts am Institute of Applied Economic and Social Research (IAESR) fort. 1991 kehrte er an die Monash University zurück, wo er am Centre of Policy Studies das australische Zentrum für die Erforschung der allgemeinen Gleichgewichtstheorie etablierte.
Dixons Arbeitsschwerpunkt liegt in der Erforschung der allgemeinen Gleichgewichtstheorie, unter seiner Leitung wurden das ORANI-Modell und der dynamische Nachfolger, das MONASH-Modell entwickelt. Seine Arbeit floss in das USAGE-Modell ein, das unter anderem von der  United States International Trade Commission, dem Ministerium für Innere Sicherheit der Vereinigten Staaten und dem Landwirtschaftsministerium der Vereinigten Staaten eingesetzt wird.
Für herausragende Verdienste um die Bildung im Bereich der angewandten Wirtschaftswissenschaften als Akademiker, Forscher und Autor, durch bedeutende Beiträge zur politischen Analyse und Modellierung wurde er 2014 zum Officer des Order of Australia ernannt.

## Werke
Die folgende Auflistung gibt von Dixon veröffentlichte Bücher wieder, zudem hat er zahlreiche Zeitschriftenartikel und Arbeitspapiere verfasst.
- The Theory of Joint Maximization, 1975
- ORANI - A General Equilibrium Model of the Australian Economy: Current Specification and Illustrations of Use for Policy  Analysis, 1977
- Structural Adaptation in an Ailing Macroeconomy, 1979
- Notes and Problems in Microeconomic Theory, 1980
- ORANI: A Multisectoral Model of the Australian Economy, 1982
- Notes and Problems in Applied  General Equilibrium Economics, 1992
- Dynamic General Equilibrium Modelling for Forecasting and Policy: a Practical Guide and Documentation of MONASH, 2002
- Handbook of Computable General Equilibrium Modeling, 2012